# Aquidauana
Aquidauana, amtlich Município de Aquidauana, ist eine Mittelstadt im brasilianischen Bundesstaat Mato Grosso do Sul, die am südlichen Rand des Süd-Pantanals liegt. Sie teilt sich den Namen mit dem durch sie fließenden Fluss Rio Aquidauana.
Die Gemeinde hat nach der Volkszählung 2010 45.614 Einwohner, die Aquidauanenser genannt werden. Sie steht nach Bevölkerungszahl an 7. Stelle der 79 Gemeinden in Mato Grosso do Sul. Die Einwohnerzahl wurde nach der Schätzung des IBGE vom 1. Juli 2021 auf 48.184 Bewohner anwachsend berechnet. Die Fläche beträgt rund 17.087 km²; die Bevölkerungsdichte liegt bei 2,7 Personen pro km².

## Geographie

### Lage
Die Stadt liegt in der Nähe der Serra Piraputanga, etwa 50 km von der Grenze des Pantanal entfernt. Die Bundesstraße BR-262, die die Hauptstadt Campo Grande mit Corumbá verbindet, führt in 4 km Entfernung an der Stadt vorbei. Der Ort ist 139 km von der Hauptstadt Campo Grande entfernt. Auch die Eisenbahnlinie zwischen São Paulo und Corumbá führt hier durch.

### Klima
Aquidauana hat subtropisches Klima. Die mittlere Jahrestemperatur beträgt 27 °C. Regenzeit ist zwischen Oktober und April. In dieser Zeit kann es über 40 °C heiß werden.
Zwischen Juli und Ende September herrscht Trockenzeit. Die Tagestemperatur geht dann auf 15 °C zurück.

## Geschichte
Seit dem 17. Jahrhundert wird die Gegend auf Karten als Aquidauana verzeichnet.
Die ersten Siedler waren Soldaten, die sich während des Tripel-Allianz-Kriegs dort zwischen dem Rio Aquidauana und dem Rio Negro niederließen.
Aquidauana wurde am 15. August 1892 durch ein Komitee von ortsansässigen Farmern gegründet, die einen Hafen am Fluss zum Verschiffen ihrer Rinder benötigten. 1894 wurde die erste Schule errichtet. Stadtrechte erhielt Aquidauana am 18. Dezember 1906. 1910 wurde sie außerdem Comarca.
In der Zeit zwischen 1914 und 1917 war die Stadt wirtschaftlich bedeutendste Stadt des südlichen Mato Grosso. 1928 wurde Aqidauana als erste Gemeinde in Mato Grosso elektrifiziert und hatte das erste Breitwand-Kino. In den Folgejahren wurden die wichtigsten Industriebetriebe nach Três Lagoas verlagert und die Stadt verlor immer mehr an Bedeutung. Heute ist der Haupterwerbszweig die extensive Viehzucht auf den Weiden des Pantanal. 1977 wurde die Stadt in den Bundesstaat Mato Grosso do Sul eingegliedert, zuvor gehörte sie zum Bundesstaat Mato Grosso.

## Stadtverwaltung
Die Exekutive liegt beim Stadtpräfekten. Nach der Kommunalwahl 2020 für die Amtszeit 2013 bis 2016 wurde Odilon Ribeiro des Partido da Social Democracia Brasileira (PSDB) zum Stadtpräfekten gewählt.
Die Legislative liegt bei der Câmara Municipal, der Stadtverordnetenkammer. Der Ort ist gleichzeitig Sitz des gleichnamigen Distrikts. Weitere Distrikte sind ab 1968 Camisão, Cipotânea, Piraputanga und Taunay.
Mit den Gemeinden Anastácio, Dois Irmãos do Buriti und Miranda bildete sie von 1989 bis 2017 die geostatistische Mikroregion Aquidauana, diese wiederum bildete mit der Mikroregion Baixo Pantanal die Mesoregion Pantanais Sul-Mato-Grossenses, eine der vier ehemaligen Mesoregionen in Mato Grosso do Sul.

## Sehenswürdigkeiten
Die Stadt wird „Cidade Natureza“ (Stadt der Natur) genannt, da es in der Nähe eine reiche Fauna mit Jabiru-Riesenstörchen, Hyazintharas und Reihern gibt.
Touristische Attraktionen sind fischreiche Flüsse, Dörfer der indigenen Bevölkerung und historische Gebäude.
- Kathedrale (Praça Nossa Senhora da Imaculada Conceição). Die Kirche wurde im Jahr 1930 im neogotischen Stil erbaut. Ihr Aussehen ist von der Kathedrale Notre-Dame inspiriert. Besonders sehenswert sind die Glasfenster der Kathedrale.
- Freundschaftsbrücke: bekannt unter dem Namen „Alte Brücke“. Die Brücke verband im Jahre 1926 zum ersten Mal die Stadt mit der auf der anderen Seite des Rio Aquidauana gelegenen Anastácio. Sie hat das Aussehen einer Eisenbahnbrücke und wird heute immer noch genutzt, obwohl sie nur eine Spur hat.

## Verkehr
Aquidauana ist eine wichtige Station des Trem do Pantanal (Pantanalzug) der Bahngesellschaft Serra Verde Express, der die Stadt mit der Hauptstadt Campo Grande verbindet. Heute wird der Zug vorwiegend touristisch genutzt und verkehrt nur am Wochenende.

## Söhne und Töchter der Stadt
- Talita Antunes da Rocha (* 1982): Beachvolleyballspielerin